# Fidalgo Island
Fidalgo Island ist eine bewohnte, bewaldete und hügelige Insel im US-Bundesstaat Washington, die zu den San Juan Islands gehört. Sie ist 106,7 km² groß. Fidalgo Island liegt im Skagit County und gehört damit zur am westlichsten gelegenen Inselgruppe des Staates. Der größte Ort auf der Insel ist Anacortes mit 14.557 Einwohnern, insgesamt leben 20.700 Personen (Stand: US Census 2000) auf Fidalgo Island. Auf Fidalgo Island liegen drei Teilflächen vom 2013 ausgewiesenen San Juan Islands National Monument.
Im Osten wird die Insel vom Festland durch den Swinomish Channel getrennt. Im Süden verbindet die Deception Pass Bridge, die den Deception Pass überspannt, die Insel mit Whidbey Island.

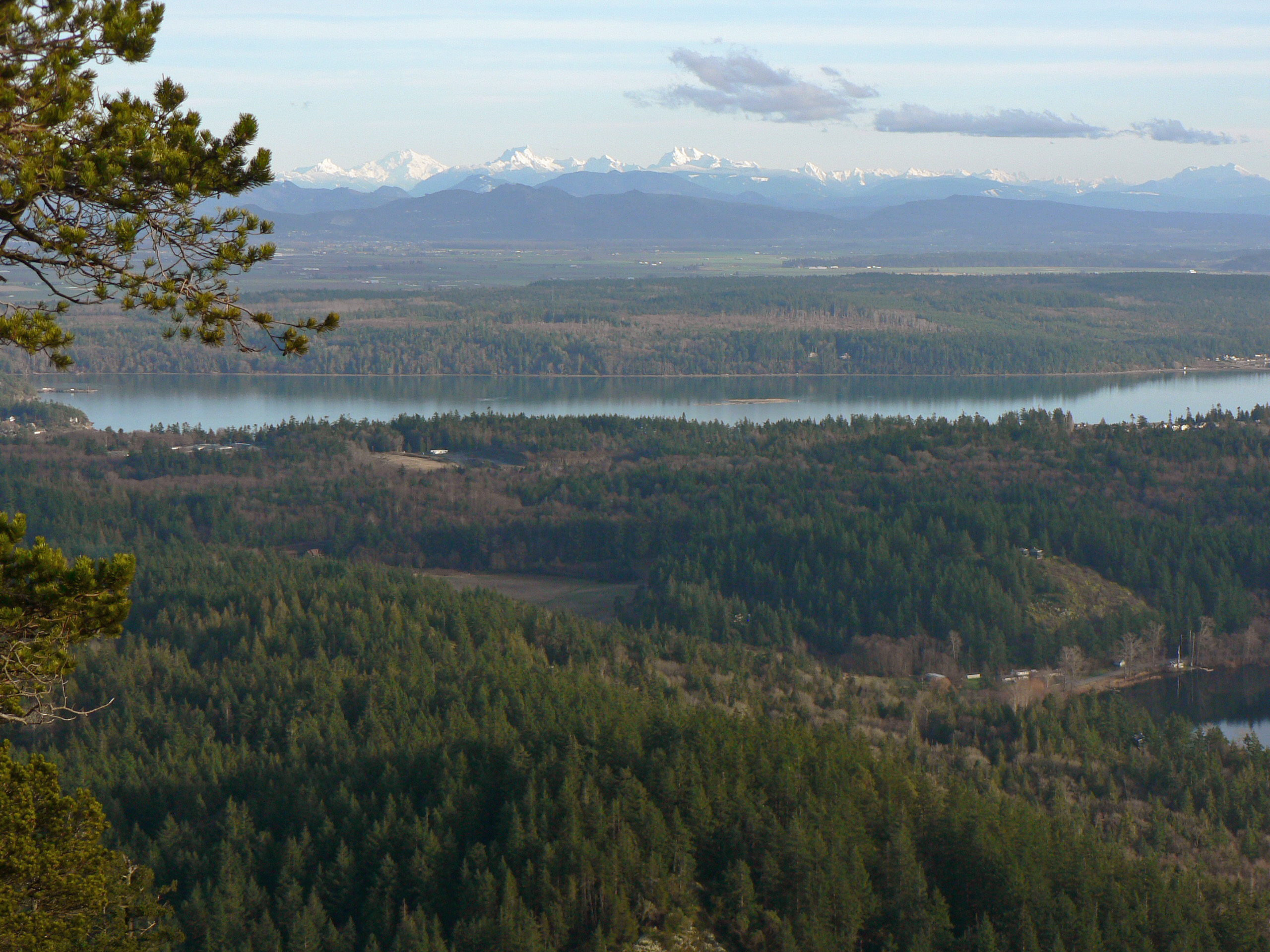
Im Südosten von Fidalgo Island liegt Lake Campbell (rechts im Vordergrund) und die Swinomish Indian Reservation an der Similk Bay (Bildmitte)

Fidalgo Island wurde ursprünglich vom indigenen Volk der Samish und Swinomish besiedelt.
Die Insel ist nach dem spanischen Seefahrer, Kartographen und Entdecker Salvador Fidalgo benannt, der das Gebiet 1790 mit der Flotte Francisco de Elizas erkundete. Charles Wilkes entdeckte dann, dass es sich hierbei nicht um Festland, sondern eine Insel handelte, der er den Namen Perry Island gab. Oliver Hazard Perry war der Anführer der US-Amerikaner bei der Schlacht auf dem Eriesee während des Britisch-Amerikanischen Krieges von 1812. Als Henry Kellett 1847 die Karten der Britischen Admiralität neuorganisierte, strich er den Namen Perry und vergab den Namen Fidalgo. Der höchste Punkt der Insel behielt den von Wilkes vergebenen Namen Mount Erie.
Der größte Schub bei der Besiedlung erfolgte in den 1850er Jahren durch den Fraser-River-Goldrausch, sowie im Jahre 1890, als spekuliert wurde, dass hier der Endpunkt der Northern Pacific Railroad gebaut werden könnte. Heute sind hier Fischereibetriebe und Holzschlagbetriebe angesiedelt.
Das südlich gelegene Seattle ist auf dem Landweg in zwei Stunden erreichbar. Es gibt Fährverbindungen nach Victoria (Kanada) und zu verschiedenen Orten der San Juan Islands.